# Bílá Smědá
Bílá Smědá je vodní tok na severu České republiky (v Libereckém kraji). Vedle Hnědé a Černé Smědé je třetí zdrojnicí, z nichž se řeka Smědá sestává. Pramen vodního toku se nachází v rašeliništích Klečových luk při západním úpatí hory Jizery (1122 m n. m.). Odtud teče severním a posléze severovýchodním směrem, až se poblíž chaty Smědava slévá s oběma zbylými zdrojnicemi. Přibližně v polovině délky toku (ve vzdálenosti asi jednoho kilometru jihozápadním směrem od zmíněné chaty) se na toku nachází třímetrový vodopád se dvěma vějířovými proudy. Kolem něho prochází modře značená turistická trasa.